# 洪悦郎
洪 悦郎（こう よしろう、1924年3月20日 – 2009年1月4日）は、東京都出身の建築学者。

## 人物
文禄の役時に朝鮮半島より日本へと送られた学者・書家の洪浩然を祖とする家系である。東京大学建築学科卒業後、東京大学大学院に進学するものの中退し、同大学の工学部助教授を経て教授となる。その後、1984年に北海道大学工学部教授、1989年に室蘭工業大学工学部教授を歴任し、1994年に退官。日本コンクリート工学協会では会長を務めたほか、日本建築学会でも副会長を務めた。
1986年に北海道新聞文化賞を受賞。1991年には紫綬褒章、1996年には勲二等瑞宝章が授与されている。2009年1月4日、東京都目黒区の病院にて心不全で亡くなった。墓所は多磨霊園。